# Ichneumon johnsonae
Ichneumon johnsonae is een vliesvleugelig insect (orde Hymenoptera) uit de familie van de gewone sluipwespen (Ichneumonidae). De wetenschappelijke naam van de soort werd in 2016 door Rebecca Kittel gepubliceerd als nomen novum voor Ichneumon striatus Gmelin, 1790: 2721 non Ichneumon depressus Gmelin, 1790: 2703 (Johann Friedrich Gmelin gaf de naam in dezelfde publicatie aan twee verschillende soorten).
De naam eert Alice Johnson (1860–1940), een Brits zoöloge.